# Chrysorithrum amata
Chrysorithrum amata là một loài bướm đêm trong họ Erebidae.